# Попова, Ваня
Ваня Попова (Ваня Тодорова Попова-Мороз, 6 января 1945, Дряново — 24 июля 2024, София) — болгарский искусствовед и археолог, специалист по римскому и византийскому искусству, доктор искусствоведения.

## Биография
Родилась в Габровской области, в семье композитора Тодора Попова.
Окончила докторантуру в Московском государственном университете, получила докторскую степень в области археологии и искусствоведения. На протяжении 50 лет работала в Институте искусствоведения Болгарской академии наук.
Участвовала в археологических раскопках в Болгарии и за ее пределами, в том числе в Несебыре, Софии, Кюстендиле, Сандански, Нове, Сердике, селе Гырмен, Евпатории, Гермонассее, Керчи. Принимала участие в исследовательских программах Германского археологического института и Археологического института Венского университета. Внесла значительный вклад в энциклопедии «България», «Тракийска цивилизация», «Енциклопедия на изобразителното изкуство в България». Консультировала выставки Национального археологического музея, помогала в полицейских расследованиях, связанных с археологическими находками.
В 1994-2005 годах преподавала римское искусство, античную скультуру и живопись в Новом болгарском университете.
Наследие Вани Поповой включает более 500 публикаций и научных трудов, посвященных скульптуре, живописи и мозаике римского и позднеантичного периода. Она — основной автор самого полного каталога болгарских мозаик, изданного в Вене.
Была замужем за этнографом и антропологом Йозефом Морозом. Имела троих детей и шестерых внуков.
Умерла в Софии. Похоронена на Центральном городском кладбище в Софии.

## Труды
Книги
- 24 древни мозайки от България. — София: Български художник, 1987. — 46 с.
- Corpus der spätantiken und frühchristlichen Wandmalereien Bulgariens :  [нем.] / Pillinger R. J., Zimmermann B. — Austrian Academy of Sciences Press, 1999. — 107 p. — ISBN 978-3-7001-2778-9.
- Средновековни накити от XIII - XIV век. — Славянско дружество, 2005. — 32 с. — ISBN 954-579-424-0.
- Corpus der spätantiken und frühchristlichen Mosaiken Bulgariens :  [нем.] / Pillinger R. J., Lirsch A. — Austrian Academy of Sciences Press, 2016. — 824 p. — ISBN 978-3-7001-7706-7.
- Маршрут по античните мозайки на Сердика. — София : Балканско наследство, 2024. — 111 с. — ISBN 978-619-90783-1-0.

Статьи
- Силистренската гробница и Късноконстантиновата епоха // Проблеми на изкуството. — 1991. — № 1. — С. 42-49. — ISSN 0032–9371.
- Римската бронзова портретна пластика и императорската пропаганда в Мизия и Тракия // Проблеми на изкуството. — 1993. — № 2. — С. 14-22. — ISSN 0032–9371.
- Портретите на Александър Велики и техните имитации в римска Тракия // Проблеми на изкуството. — 2002. — № 1. — С. 7-14. — ISSN 0032–9371.
- За функцията на два раннохристиянски паметника от Историческия музей в Оряхово // Проблеми на изкуството. — 2002. — № 3. — С. 19-24. — ISSN 0032–9371.
- Chrismons and Crosses on the Late Antique Mosaic Pavements from Bulgaria :  [англ.] // Journal of Mosaic Research. — 2022. — No. 15. — P. 333-350. — ISSN 1309-047X.
- Bulgaristan’daki Geç Antik Çağ Mozaiklerinde Kozmolojik Temsiller :  [тур.] // Journal of Mosaic Research. — 2023. — No. 16. — P. 315-342. — ISSN 1309-047X. — doi:10.26658/jmr.1376838.